# Haukar

HK este un club de fotbal din Reykjavík, Islanda care evoluează în Úrvalsdeild.

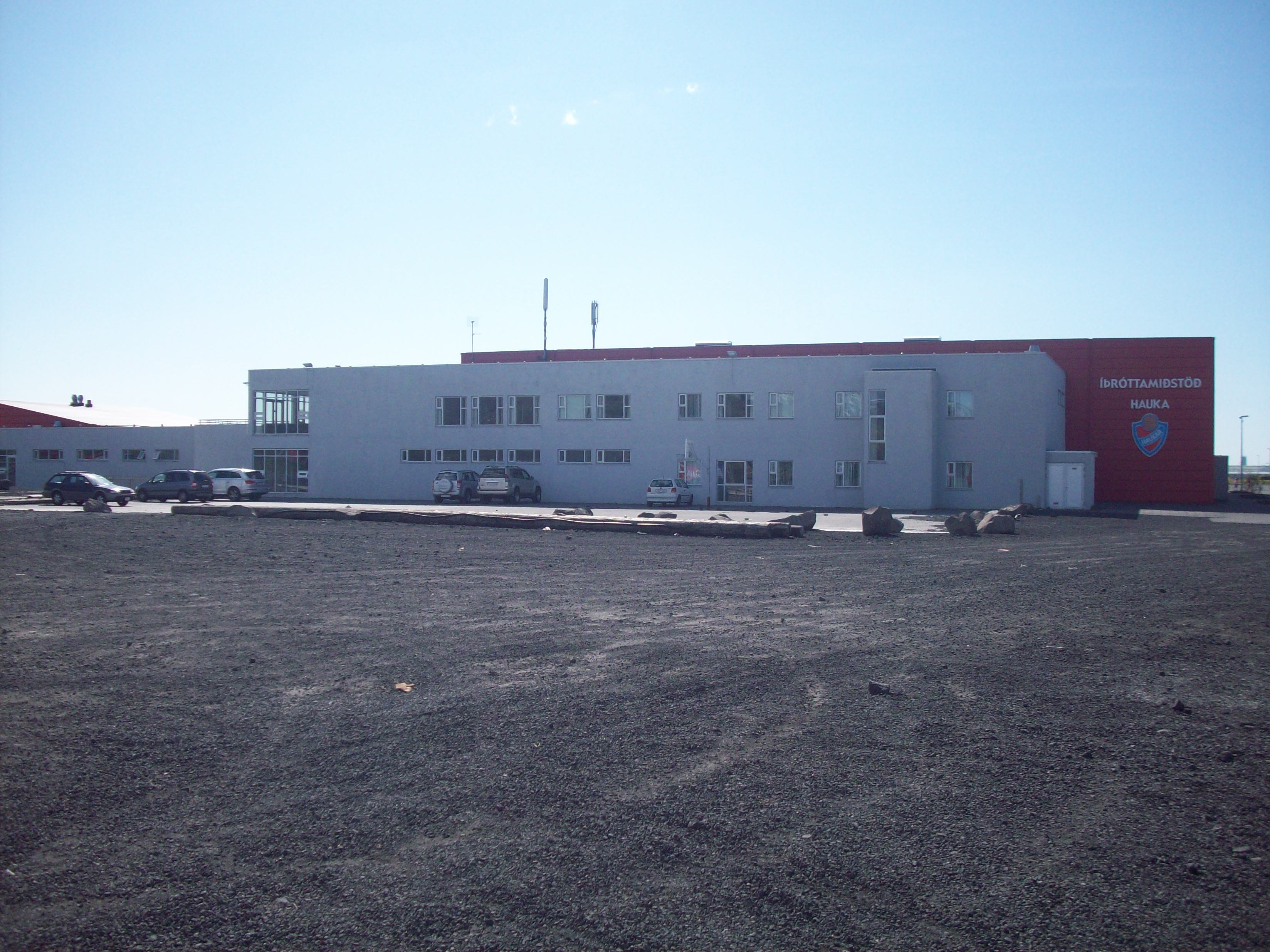
Íþróttamiðstöð Hauka á Ásvöllum.